# オイエ
「オイエ」 (Oye!)は、グロリア・エステファンの楽曲。通算18枚目のスタジオ・アルバム『グロリア!』から2枚目のシングルとしてリリースされた。スペインで1位を記録したほか、全米ビルボードのダンス・チャートやホット・ラテン・ソング・チャートにおいても首位を記録した。

## 解説
主にシングル・ヴァージョンとして使用されているのはパブロ・フローレスによるリミックスであり、アルバムのヴァージョンとは異なる。ミュージックビデオでもパブロのリミックスが使われている。
スティービー・ワンダーと出演した第33回スーパーボウルでは持ち歌の中の1曲として本曲を披露した。

## 収録曲
日本盤 マキシ・シングル
1. オイエ（パブロ・フローレス・イングリッシュ・リミックス・エディット）
2. オイエ（ミハンゴス・ラテン・ラジオ・エディット）
3. オイエ（ロザベルズ・キューバリカン・ラジオ・エディット#1）
4. オイエ（ラジオ・エディット）
5. オイエ（パブロ・フローレス・12インチ・ミックス）